# Gaetano Di Martino
Pour les articles homonymes, voir Di Martino.
Gaetano Di Martino est un sculpteur - plus particulièrement sur pierre - et un peintre italien né le 4 juillet 1922  à Naples et mort le 5 avril 2006 à Clisson en France. 
Son œuvre a été influencée par les civilisations étrusques, égyptiennes, grecques et celtes. 

## Biographie
Gaetano Di Martino naît au sein d'une famille d'artistes à Naples le 4 juillet 1922. Son père est mouleur aux beaux-arts et au musée national de Naples dans la section Antiques et son grand-père paternel est ébéniste. Dès l'âge de dix ans, il s'initie aux techniques de son métier auprès de son père. Il l'accompagne pour toutes sortes de moulages réalisés dans les environs de Naples et le sud de l’Italie. Il poursuit ensuite son apprentissage dans d’autres ateliers d’artistes tels que ceux de Filippo Cifariello, De Lucca, Pino della Selva... et ses aptitudes sont reconnues. 
Lorsque l'Italie entre en guerre avec l’Éthiopie (1935) et lors de la Seconde Guerre mondiale (1939-1945), son père est mobilisé. Gaetano - ainé de six enfants - doit alors subvenir aux besoins de la famille. Durant cette période, il effectue divers métiers comme aide-mécanicien chargé d'alimenter en charbon les locomotives à vapeur. Il effectue ensuite son service militaire pendant deux ans, affecté dans l’armée de l’air à Catane en Sicile. Après la période de guerre, des petits travaux s’enchainent et, dès qu’il le peut, il réalise des moulages pour d'autres sculpteurs.
À la suite de l'échec de son mariage en 1948 auquel s’ajoutent des difficultés financières, Gaetano Di Martino vit une période de désarroi. Il se met alors à peindre des natures mortes, des paysages, des portraits. Il se fait remarquer en exposant à la galerie La Medusa en 1952. Il veut quitter Naples et après des départs manqués pour les États-Unis puis l’Égypte, il finit par s'installer à Milan. Tout en continuant à peindre, il trouve un emploi à l’Académie des beaux-arts de Brera où il pratique le métier qu’il exerçait auprès de son père. Il réalise des moulages de statues en bronze pour des artistes comme Manzù, Marino Marini, Minguzzi, Carlo Grosso, Alberto Milani.  
Le 31 décembre 1959, Gaetano di Martino quitte Milan pour Paris. Il ne parle alors pas le français, prend des cours à l’Alliance Française et fréquente La Coupole, un lieu de rencontre artistique de référence à l'époque.
En octobre 1960, Pierre Belfond lui propose de faire sa première exposition de peinture dans sa galerie boulevard Raspail. Il y présente une vingtaine de toiles. Puis succède une exposition en 1961, chez Camille Renault à Puteaux, grand ami des peintres qui lui fait plusieurs commandes.

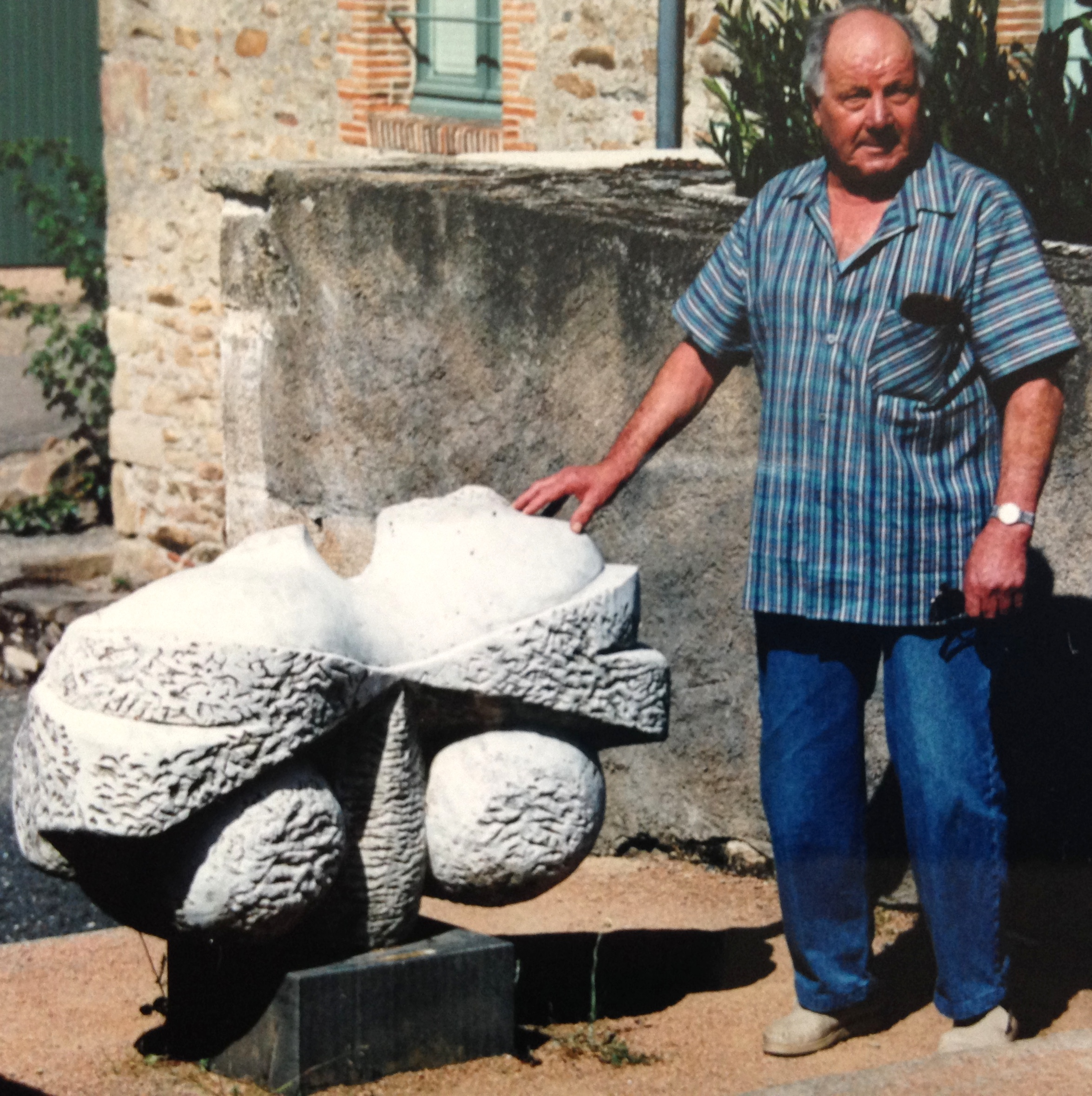
Sculpture : Plénitude, exposition à Clisson, La Garenne Valentin, 1998.

Dès 1961, décidé de s'y consacrer définitivement, Gaetano Di Martino reprend la sculpture et expose pour la première fois au Salon de la Jeune Sculpture au Musée Rodin à Paris. Il y participera 11 fois entre 1962 et 1981. Avec l'aide de Denys Chevalier, il accède à un atelier d'artistes à Noisy-le-Sec dans des locaux communs avec Minoru Kano (Japon) et Roland Décrevel (Suisse).
Entre 1962 et 1965, Gaetano di Martino collabore avec le sculpteur argentin Alicia Penalba en se rendant à Pietrasanta en Italie. À la fonderie Tomasi où il travaille, il est repéré par Jacques Lipchitz qui cherche un collaborateur pour d’importantes réalisations destinées à des villes américaines : Philadelphie, Los Angeles, l’Université Columbia à New-York. Il profite aussi de sa présence intense dans la fonderie pour réaliser des bronzes de sa propre création. Puis, il s'installe définitivement à Marchémoret en Seine-et-Marne en 1967. Sa carrière se poursuit avec de nombreuses expositions nationales et internationales.  
Gérard Xuriguera lui organise une série d’expositions personnelles en 1976 et 1977 à Paris, Orléans, Chartres, Marcq-en-Barœul, Arles, Epernay, Villeparisis, Lyon, etc. et écrit sa biographie dans la collection « Sculpteurs du XXe siècle » éditée par Pierre Belfond.
Entre 1977 et 2002, une grande partie de son temps est consacré à la création et à la participation de nombreux salons et expositions en France et à l'étranger. 
Gaetano Di Martino partage les dernières années de sa vie entre son atelier à Marchémoret et Clisson où il a choisi de s'installer en 1998 avec sa compagne Élise Marchois alors qu'une grande partie de ses œuvres est exposée à la Garenne Valentin de juin 1998 à septembre 1999.
Il meurt le 5 avril 2006 dans cette ville dite « Clisson l'italienne », où il est inhumé.

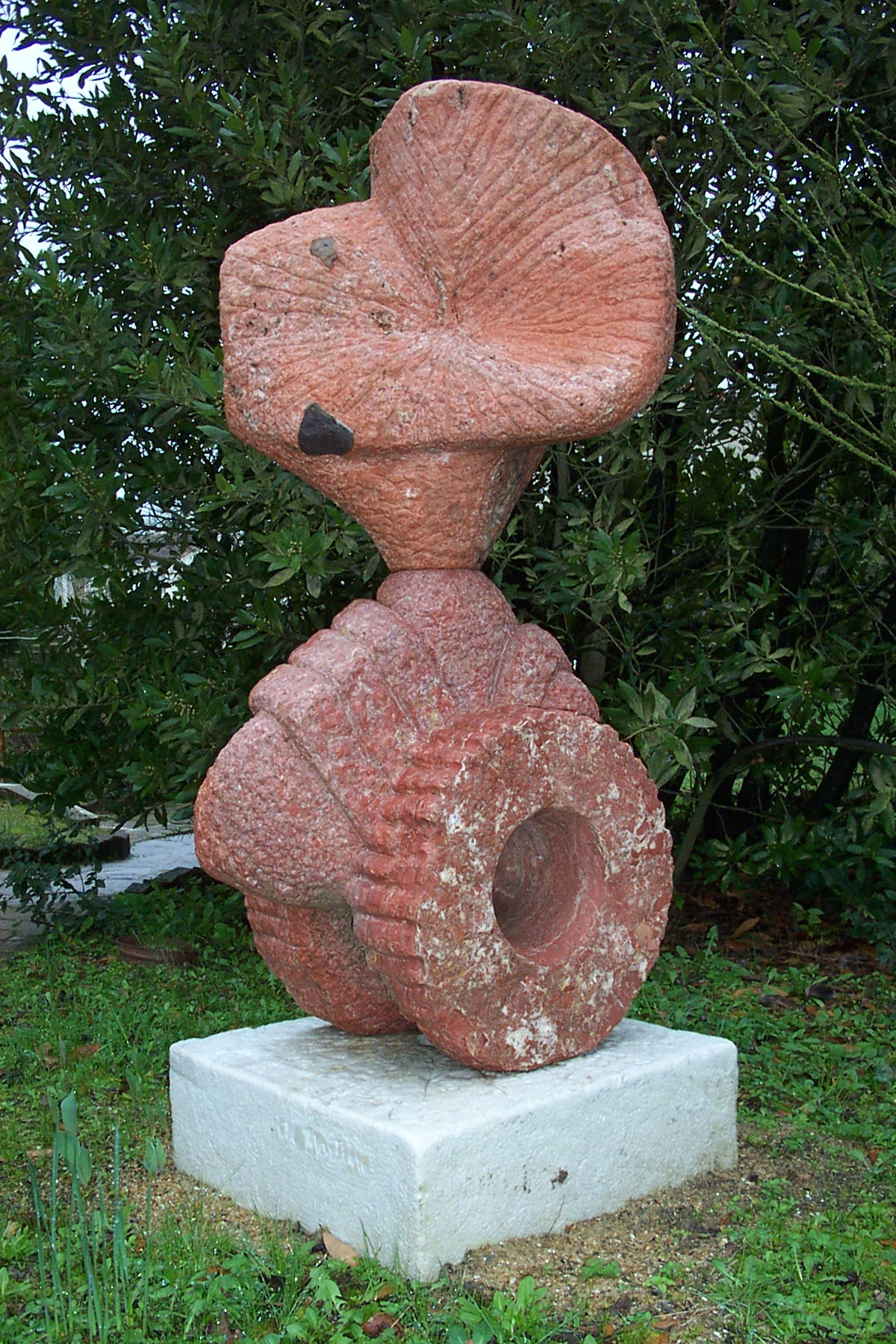
Char Solaire en travertin de Perse rouge, Clisson, 2002.

## Œuvres

### Sculptures
La majorité des sculptures de Gaetano Di Martino sont sur pierre (marbre de Carrare, travertin de Perse, travertin romain, tufo des Dolomites, granit, etc.) mais on compte aussi des bronzes et une sculpture en cuivre martelé. 

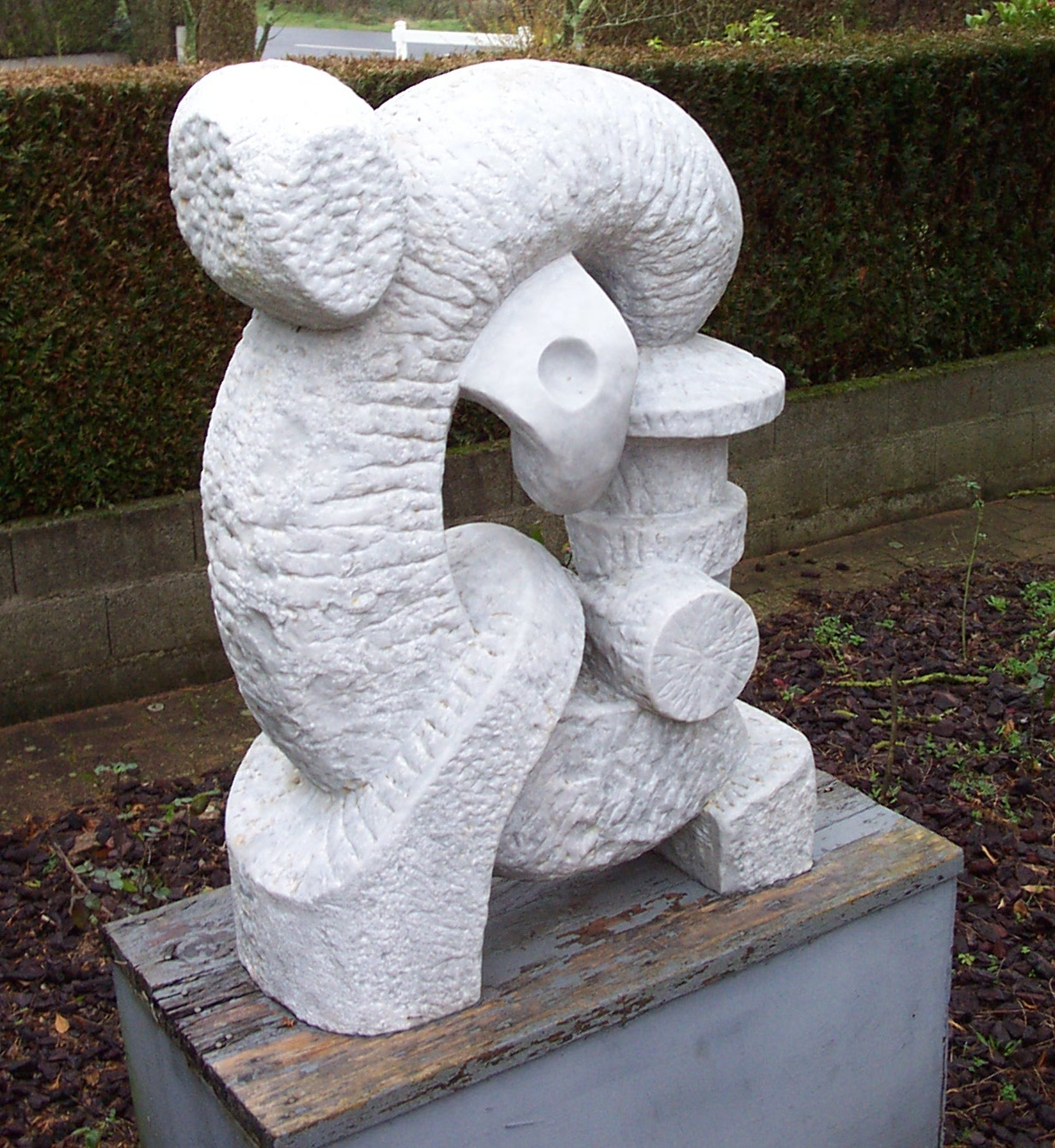
Sisyphe en marbre de Carrare, Clisson, 2002.

#### Principales commandes publiques
- Archives départementales de Bobigny
- C.E.T. 540 de Lormont
- Centre Myopathique du Brasset de Meaux
- C.E.S. Pompidou de Montgeron
- Parc de la Visitation de Roubaix
- Cité scolaire du Butor de Saint-Denis de la Réunion
- École maternelle de Saint-Mard
- Gymnase de Saint-Thibault des Vignes
- Mairie de Villeparisis
- Nouveau Carré militaire de Vitry-sur-Seine

#### Musées et collections
- Musée d'Art Moderne Cuauhtémoc (Chihuahua) - Mexique
- Musée d'Art Moderne de la Ville de Paris
- Musée National d'Art Moderne - Paris
- Musée municipal de Châlons-en-Champagne
- Musée Hôtel Bertrand à Châteauroux
- Fondation Prouvost à Marcq-en-Barœul
- Musée de Plein Air - Espace La Peupleraie à Plumelec[3]

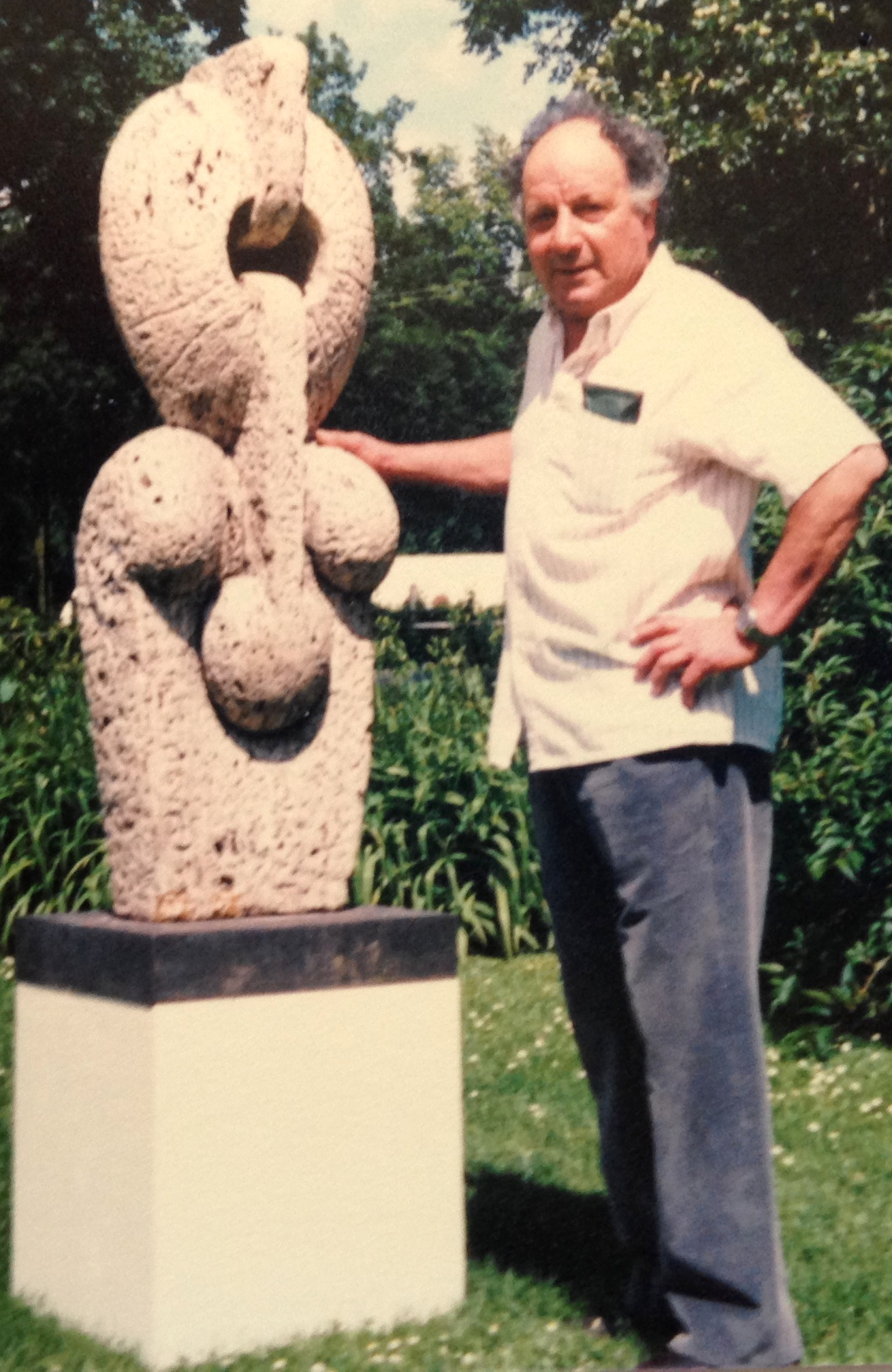
Personnage Solaire en travertin romain, exposition à Nancy, 1987.

- etc.

#### Concours et prix
- Ministère de l'Instruction Publique - Rome - Italie
- 2e  Prix national - Seregno - Italie
- 2e Prix pour la Décoration - Inspection Académique - Beauvais
- Sculpture dans la ville - Lille
- Sculpture dans la ville - Lyon
- Sculpture dans la ville - Paris - Montparnasse
- Sculpture dans la ville - Sarcelles
- etc.

#### Expositions et Salons
Gaetano di Martino a participé à plusieurs centaines d'expositions et salons durant sa carrière. On peut citer notamment :
- UNESCO
- Istituto Italiano di Cultura
- Salon de la Jeune Sculpture
- Salon des Réalités Nouvelles
- Salon Grands et Jeunes d'Aujourd'hui
- Salon de Mai
- Salon Comparaisons
- Salon d'art contemporain de Montrouge
- Expositions du groupe « Artistes Italiens de Paris »

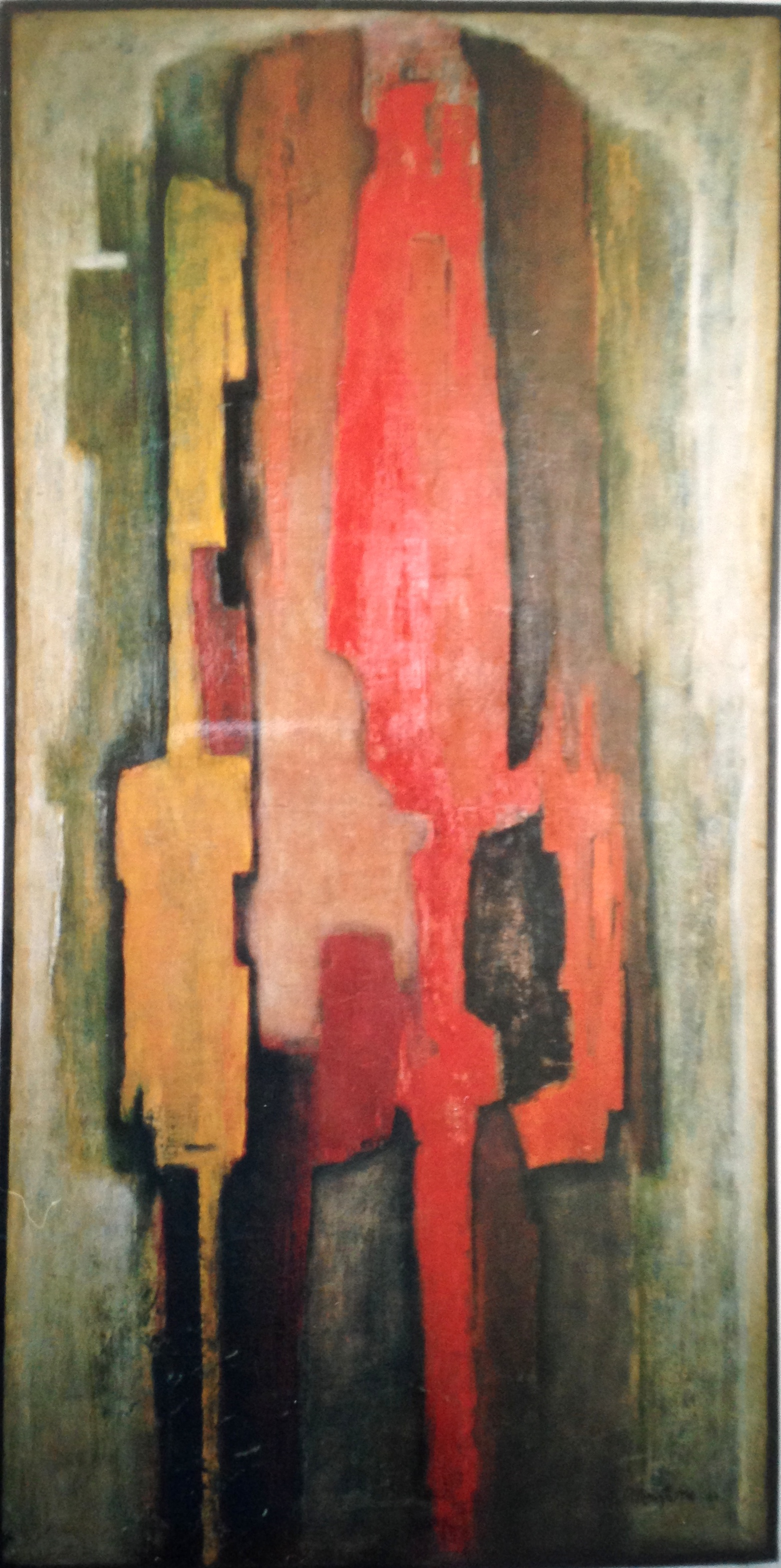
Peinture abstraite, 1962.

- etc.

### Peintures
Gaetano di Martino débute en 1948 à Naples par des natures mortes, des paysages, des portraits. Après son installation à Milan, sa peinture évolue. Il participe à plusieurs expositions dans les principales villes du nord de l'Italie dont Milan à la Galerie Schettini et bénéficie de bonnes critiques notamment en 1958. Après diverses expositions entre 1952 et 1962 en Italie puis en France, il ne consacrera plus qu'à la sculpture.  

## Citations de l'artiste

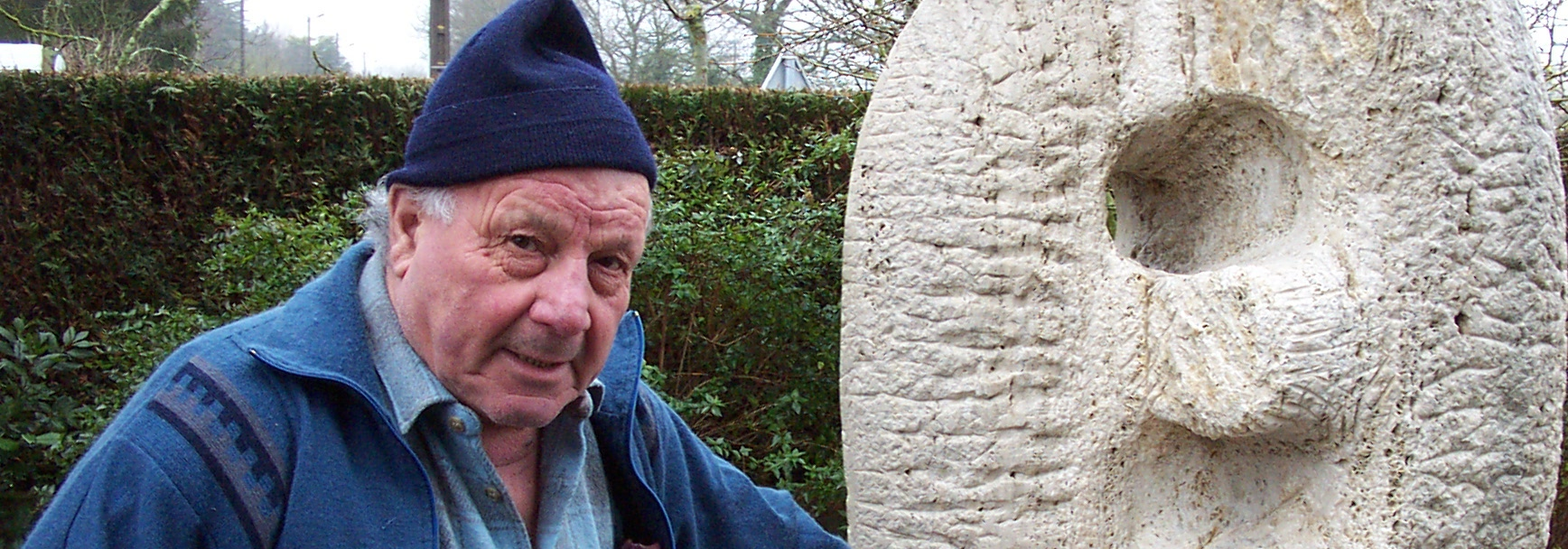
Gaetano Di Martino devant sa sculpture La Famille, à Clisson, 2002.

« Je suis fier d'être un vrai sculpteur sur pierre, qui, dans un matériau hostile, cherche à pénétrer, avec toutes ses forces intérieures, dans le mystère de la création. »

— .

« Mon propos est d'insérer mes pierres dans leur cadre, en équilibre, quelles que soient leurs dimensions. »

— 

« Pour la sculpture, j'ai brûlé ma vie dans les ténèbres de la lumière pour l'essentielle pureté, mais le système cosmique ne m'a pas encore éclairé sur le secret de l'inexplicable (...) »

— .

« La Garenne Valentin est ma révélation »

— Alter Ego.

## Critiques
- Luigi Amandola
- Denys Chevalier
- Lucien Curzi
- Ionel Jianou
- Franco Passoni
- Gérard Xuriguera

## Documents audio et vidéo
- Chroniques de l'Art « Di Martino » - Août 1986
- Frédéric Pascal. Meaux Vidéo Mag. De l'enfance et de l'art. Mai 1991
- POL. Gaetano di Martino - Vidéo Dailymotion - Août 2010
- POL. Wake Up feat. Gaetano di Martino dans le 2e album CD intitulé « Homo » paru en 2006 (Album Prix SACEM)

## Anecdotes
- Sport pratiqué : la boxe (Titre de champion du sud de l'Italie)
- Parmi ses amis :
  - les sculpteurs : Avoscan, Bozo, Carrasco, Dietrich-Mohr, Di Teana, Albert Féraud, Friquet, Milovanovic, Storel, etc.
  - les peintres : Silvano Bozzolini, Gianni Brusamolino, Jo Duncan, James Pichette, Maurice Rocher, etc.
  - l'écrivain Pierre Rouanet
  - le poète Elie-Charles Flamand
  - le pianiste compositeur Paul Lyonnaz dit POL
  - le photographe Lorenzo Piqueras, impliqué avec lui dans le jumelage entre les communes de Villeparisis et Pietrasanta
  - etc.